# Compass (episodio de Falling Skies)
Compass (Brújula en Latinoamérica, La brújula en España) es el tercer episodio de la segunda temporada de la serie de drama y ciencia ficción de TNT Falling Skies; fue escrito por Bryan Oh y dirigido por Michael Katleman y salió al aire el 24 de junio de 2012 en E.U.
Mientras los miembros de la 2nd Mass se encuentran en el hangar de un aeropuerto, la preocupación de Anne acerca de la salud de los combatientes crece. Los Berserkers planean cómo deshacerse de Tom y un inesperado visitante aparece.

## Argumento
Durante un misión, Ben y Jimmy encuentran a un Skitter y Jimmy le dispara, ambos festejan porque el alien cae y se acercan a verlo, ya que creen que está muerto, sin embargo, el Skitter los ataca y Ben lo apuñala. Weaver le cuenta a Tom que encontró un grupo de Skitters patrullando en el valle del Río Hudson, por lo que planea retirarse a las montañas de los Catskills para refugiarse del frío de invierno que se aproxima, pero Tom muestra su desacuerdo, ya que cree que los Skitters es lo que quieren y los atacarán y que en vez de eso, deberían quedarse y seguir combatiendo.
Pope y los Bersekers, su pandilla, secuestran a Tom pues creen que es un espía de los invasores, lejos del campamento, en el bosque, Pope le cuenta a Tom que las personas de la resistencia están asustados por su regreso, por lo que dice que le dará la oportunidad de irse; Ben y Jimmy llegan para defenderlo y logran doblegar a toda la pandilla, llevándolos de vuelta con Weaver. Anthony (que también es miembro de los Berserkers, pero que no participó en el atentado a Tom), le comenta a Weaver que lo dicho por Pope a Tom es cierto; Tom parece razonar esta situación, por lo que pide a Weaver su permiso para unirse a los Berserkers, para vigilarse mutuamente con Pope; Weaver acepta e informa a Pope de su decisión, quien tiene que acatarla a regañadientes.
Más tarde, Ben y Jimmy se encuentran a un grupo de tres Skitters durante lo que parece ser otro patrullaje, Jimmy le dice a Ben que robó el aliento de dragón (una especie de lanzallamas) de Pope y lo utilizan, logrando matar a dos de ellos. El tercer Skitter, que es el Skitter del Ojo Rojo, se aproxima para atarcarlos, esquivando los disparos de los chicos, lanzando a Jimmy contra un árbol. Antes de que Ben pueda matar al Skitter del Ojo Rojo, éste levanta sus manos, inmovilizando al chico y logrando que las púas de Ben emitan un resplandor azul. El Skitter se va y Ben va por Jimmy, dándose cuenta de que está empalado en una de las ramas. Ben le dice a Jimmy que todo estará bien.
Ben lleva a Jimmy a la base para que sea atendido por Anne. Weaver, Tom y Hal lo cuestionan sobre lo ocurrido, Ben confiesa que él y Jimmy estaban cazando Skitters. Tom le ordena a Ben cambiarse de ropa, ya que está lleno de sangre. Tom y Weaver están molestos por lo que pasó, pero Weaver dice que debió vigilarlos mejor, Tom le responde diciendo que ya no pueden cuidar a los niños sino prepararlos para el mundo donde viven. Weaver manda a los Berserkers a revisar la zona. Ya en el lugar, Tom encuentra la brújula de Jimmy y escucha llegar a los Skitters, entonces ordena a la pandilla esconderse, pero Pope les dice que ataquen, los miembros del grupo obedecen a Tom y observan cómo los Skitters y el Mech que los acompañaba, recogen los cuerpos de los otros Skitters muertos.
Hal le cuenta a Maggie que está preocupado por Ben, ella le dice que Ben está sufriendo y que no debería ser tan duro con su hermano ni consigo mismo. Anne informa que hizo todo lo posible para salvar a Jimmy y que ahora solo depende de él.
Mientras que Hal y Tom descubren lo ocurrido con Ben, cuando el último le cuenta a su hijo que encontró la brújula de Jimmy; una avioneta aterriza en la pista del aeropuerto. Una mujer llamada Andrea Churchill, le informa a Weaver que lo ha estado buscando por órdenes del Congreso Continental, un nuevo gobierno electo por los civiles después de la invasión. Este nuevo gobierno tiene base en Charleston, Carolina del Sur, en donde hay aproximadamente tres mil sobrevivientes. Churchill le cuenta a Weaver que ella, junto con otros tres pilotos fueron enviados a todo el país para buscar sobrevivientes y llevarlos hasta Charleston. Tom y Weaver discuten la idea de unirse al Congreso Continental, pero Weaver mantiene su posición de ir hacia las Catskills.
Tom le dice a Ben que encontró la brújula de Jimmy, Ben le cuenta que durante un peregrinaje, Jimmy se separó del resto del grupo y tardaron dos días en encontrarlo, al regresar, Weaver le regaló la brújula para que siempre pudiera regresar. Andrea le dice a Tom que necesitan hombres como él en Charleston, él le dice que solo es un profesor de historia y que no sería muy útil, ella le responde que antes de la invasión era gerente de un supermercado y que ahora es piloto.
Ben le dice a Anne que Jimmy no respira y ella inmediatamente comienza a darle RCP, sin embargo, pronto se detiene; Ben le pregunta por qué lo ha hecho y ella le dice que Jimmy está muerto.
Churchill trata de convencer a Weaver de ir Charleston, mientras cava la tumba para Jimmy, sin embargo, él se niega. Ella le dice que su grupo lo ve como un verdadero líder y que se merecen lo mejor.
Mientras Tom y Ben preparan el cuerpo de Jimmy, Ben descubre que la brújula ha desaparecido. Más tarde, Tom se da cuenta de que Pope tomó la brújula y le ordena que se la devuelva; Pope se niega y comienzan una pelea. Lyle tiene que separar a Tom de Pope, ya que está acribillándolo. Pope discute la insubordinación de Tom con Weaver, el Capitán le dice que de haber sido él en lugar de Tom, no sabría si hubiese podido detenerse y que por lo tanto, podía separarse de la 2nd Mass. Pope, furioso, le dice que se irá con su grupo, pero los Berserkers no lo siguen, solamente Anthony, pues le debe la vida, además, le dice a Weaver y Tom que lo hará para evitar que Pope le cause algún problema a la resistencia.
Tom le cuenta a Anne lo ocurrido con Pope y le dice que se siente mal por haber perdido el control con él y casi matarlo. Ellos se besan. Anne le dice a Tom que está sentimental porque Jimmy murió el día del cumpleaños de Sam, su hijo; ya que ella deseaba que nadie muriera ese día. Ambos comparten un abrazo.
El funeral de Weaver se lleva a cabo. Weaver da un discurso donde le dice a la 2nd Mass que Jimmy es ahora un héroe para él y que está orgulloso de haber servido a su lado. Hall muestra su apoyo a Ben. Más tarde, sobre la tumba de Jimmy, Ben se acerca al Capitán Weaver para entregarle la brújula de Jimmy. Weaver le cuenta a Ben que el padre Weaver se la dio cuando el Capitán era explorador, y que él planeaba dársela a su hija Jean. Ben lo reconforta diciéndole que la brújula le fue muy útil a Jimmy. Weaver comenta que Jimmy era un gran soldado pero no tenía sentido de la orientación, ambos ríen, Ben afirma lo dicho por Weaver y luego rompe en llanto, disculpándose con él por lo ocurrido, ya que cree que la muerte de Jimmy es su culpa, Weaver lo consuela.
Más tarde, Weaver informa a la resistencia su decisión de ir a Charleston. Tom manda a Hal a buscar a Ben.
Ben se encuentra nuevamente con el Skitter del Ojo Rojo sobre la tumba de Jimmy y sus púas vuelven a encenderse. El Skitter escucha la moto de Hal aproximarse y se va, Hal recoge a Ben y se van.

## Elenco
| - Noah Wyle como Tom Mason. - Moon Bloodgood como Anne Glass. - Drew Roy como Hal Mason. - Connor Jessup como Ben Mason. - Maxim Knight como Matt Mason (crédito solamente). - Seychelle Gabriel como Lourdes Delgado. - Peter Shinkoda como Dai (crédito solamente). - Sarah Sanguin Carter como Maggie. - Mpho Koahu como Anthony. - Colin Cunningham como John Pope. - Will Patton como Capitán Weaver. | - Dylan Authors como Jimmy Boland. - Luciana Carro como Crazy Lee. - Ryan Robbins como Tector. - Brad Kelly como Lyle. - Brandon Jay McLaren como Jamil Dexter. - Camille Sullivan como Andrea Churchill. |

## Recepción del público
En Estados Unidos, Compass fue visto por 3.81 millones de espectadores, de acuerdo con Nielsen Media Research, que se traduce en una tasa entre los 18/49 años de 1.3%. Con estos datos, el tercer episodio de la segunda temporada se convierte en el episodio menos visto a lo largo de toda la serie.